# Fiona Shaw
Fiona Mary Shaw, rozená Fiona Wilson (* 10. července 1958), je irská herečka a divadelní a operní režisérka. Je známá pro svou roli Petunie Dursley ve filmové sérii Harry Potter a Marnie Stonebrook ve čtvrté sérii seriálu Pravá krev (2011).

## Mládí
Narodila se v County Cork a vyrůstala katolické rodině. Její otec byl oční lékař a její matka byla psychiatrička.
Chodila do školy Scoil Mhuire v Cork City. Poté šla na univerzitní kolej v Corku. Studovala na Royal Academy of Dramatic Art (RADA) v Londýně a byla členkou "nové vlny" herců akademiků. Hrála Julii v National Theatre, ve hře Richarda Sheridana, The Rivals (1983).

## Role
- Sherlock Holmes (1985) (seriál)
- Zkrocení zlé ženy (RSC 1987)
- Élektra (RSC 1988)
- Moje levá noha (1989)
- Mountains of the Moon (1990)
- Three Men and a Little Lady (1990)
- Machinal (1993)
- Hedda Gablerová (1993) (a televisation of the NT production)
- Super Mario Bros. (1993)
- Undercover Blues (1993)
- Persuasion (1995)
- Jane Eyrová (1996)
- Anna Karenina (1997)
- Richard II (1997) (TV)
- The Butcher Boy (1997)
- The Avengers (1998)
- The Last September (1999)
- Gormenghast (2000) (TV)
- Harry Potter a Kámen mudrců (2001)
- Médeia (2001) (West End & NYC)
- The Seventh Stream (2001)
- Doctor Sleep (2002)
- The Triumph of Love (2002)
- Harry Potter a Tajemná komnata (2002)
- The PowerBook (2002) (NT, which she co-devised)
- Harry Potter a vězeň z Azkabanu (2004)
- Midsummer Dream (2005)
- Empire (2005, international tour) (TV)
- Černá Dahlia (2006)
- Catch and Release (2007)
- Okamžik zlomu (2007)
- Harry Potter a Fénixův řád (2007)
- Happy Days (2007 & 2008, NT and internationally)
- Dorian Gray (2009)
- Harry Potter a Relikvie smrti – část 1 (2010)
- Noi Credevamo (2010)
- Mother Courage and her Children (NT)
- London Assurance (NT)
- Strom života (2011)
- Pravá krev (2011)[1]
- The Testament of Mary (2013) (Broadway)[2]
- Stonehearst Asylum (2014)
- Greenshaw's Folly
- Pixels (2015)

### Ostatní projekty
- When Love Speaks (2002, EMI Classics): "It is thy will thy image should keep open"
- Simon Schama's John Donne: 2009